# Ouïezd de Wiłkomierz

L'ouïezd de Wiłkomierz dans le gouvernement de Kowno.

L’ouïezd de Wiłkomierz (en russe : Вилькомирский уезд, en lituanien : Ukmergės apskritis) est une entité administrative du gouvernement de Kowno, qui existe de 1795 à 1920 avec pour chef-lieu Wiłkomierz.

## Histoire
L'ouïezd a été créé en 1795 comme subdivision du Gouvernement de Vilna (gouvernement de Lituanie de 1795 à 1801) après le troisième partage de la Pologne. En 1842, l'ouïezd est rattaché au Gouvernement de Kowno nouvellement créé. 

## Population
Selon recensement de l'Empire russe de 1897 la population de l'ouïezd était de 229 118 personnes, dont 13 532 à Wiłkomierz, 3780 à Kupiszki, 3000 à Uciana et 1000 à Onikszty. 

### Composition ethnique
D'après le recensement de 1897 : 
- Lituaniens - 165 580 (72,3 %),
- Juifs - 30 140 (13,2 %),
- Polonais - 22 923 (10,0 %),
- Russes - 9 412 personnes (4,1 %),

## Subdivisions administratives
En 1913, l'ouïezd est divisé en 24 volosts.

## Remarques
1. ↑  Les toponymes employés par l'administration russes reposent sur la forme polonaise du nom.
2. ↑  Первая всеобщая перепись населения Российской Империи 1897 г. Распределение населения по родному языку. Вилькомирский уезд